# Мавка: Горска песен
„Мавка: Горска песен“ (на украински: Мавка. Лісова пісня; на английски: Mavka: The Forest Song) е украинска компютърна анимация от 2023 г. на режисьорите Олег Маламуж и Олександра Рубан, а сценарият е на Ярослав Войцешек и Джефри Хилтън, и е базиран на поетичната пиеса „Горска песен“ от Леся Украинка, който изобразява вдъхновението от украинската и славянската народна митология. Премиерата на филма се състои в Украйна на 2 март 2023 г.

## В България
В България филмът излиза по кината на 23 юни 2023 г. от „Александра Филмс“. Дублажът е нахсинхронен в Доли Медия Студио.